# Чаари, Сара
Сара Чаари (нидерл. Sarah Chaâri; род. 2 мая 2005, Шарлеруа, Валлония) — бельгийская тхэквондистка. Бронзовый призёр летних Олимпийских игр 2024 года, чемпионка мира 2022 года, чемпионка III Европейских игр, чемпионка Европы 2024 года. Участница летних Олимпийских игр 2024 года.

## Биография
Сара Чаари родилась 2 мая 2005 года в Бельгии.
Сара Чаари изучает медицину в Свободном университете Брюсселя. Отец Сары - марокканец, а мать - бельгийка. Сара считается первой европейской мусульманкой, завоевавшей медаль на летних Олимпийских играх

## Карьера
На чемпионате мира 2022 года в Гвадалахаре, в весовой категории до 62 кг, стала чемпионкой. В финале одолела соперницу из Греции Теопулу Сарванаки.
На III Европейских играх в Кракове, в категории до 62 килограммов, Сара завоевала чемпионский титул. В финале она смогла одолеть соперницу из Чехии Петру Столбову.
В мае 2024 года на чемпионате Европы в Белграде смогла одолеть всех своих соперниц и выиграть золотую медаль. В финале победила спортсменку из Франции Магду Вит-Энен.
На летних Олимпийских играх 2024 года в Париже, в весовой категории до 67 кг стала обладательницей бронзовой медали. В схватке за третье место победила соперницу из Узбекистану Озоду Собиржонову.